# Evgenia Artamonova
Yevgeniya Viktorovna Estes, mais conhecida como Evgenia Artamonova – em russo Евге́ния Артамонова (Sverdlovsk, 17 de julho de 1975)- é uma  ex jogadora de voleibol russa, que disputou seis edições consecutivas dos Jogos Olímpicos entre 1992 e 2012. Foi medalhista de prata em três ocasiões: Barcelona 1992, Sydney 2000 e Atenas 2004. Artamonova é considerada a atacante mais completa do voleibol europeu em todos os tempos juntamente com Lioubov Sokolova.

## Clubes
| Clube                   | País    | De        | A         |
| Uralochka Ekaterimburgo | Rússia  | 1991-1992 | 1998-1999 |
| Toyobo                  | Japão   | 1995-1996 | 1998-1999 |
| Eczacibasi Istambul     | Turquia | 1999-2000 | 1999-2000 |
| Reggio Calabria         | Itália  | 2000-2001 | 2000-2001 |
| Uralochka Ekaterimburgo | Rússia  | 2001-2002 | 2002-2003 |
| Takefuji Bamboo         | Japão   | 2002-2003 | 2003-2004 |
| Voléro Zürich           | Suíça   | 2004-2005 | 2005-2006 |
| Uralochka Ekaterimburgo | Rússia  | 2007-2008 | 2012-2013 |

## Principais títulos

### Em clubes
- Campeonato Russo de Voleibol (10): 1992, 1993, 1994, 1995, 1996, 1997, 1998, 1999, 2002 e 2003
- Liga dos Campeões da CEV (2): 1994 e 1995
- Campeonato Japonês (4): 1998, 1999, 2003 e 2004
- Campeonato Suíço (2): 2005 e 2006

### Seleção Russa
- Campeonato Europeu (3): 1997, 1999 e 2003
- Grand Prix de Voleibol (3): 1997, 1999 e 2002
- Copa dos campeões (1): 1997